# Harcourt (Iowa)
Harcourt é uma cidade localizada no estado americano de Iowa, no Condado de Webster.

## Demografia
Segundo o censo americano de 2000, a sua população era de 340 habitantes.
Em 2006, foi estimada uma população de 317, um decréscimo de 23 (-6.8%).

## Geografia
De acordo com o United States Census Bureau tem uma área de
1,5 km², dos quais 1,5 km² cobertos por terra e 0,0 km² cobertos por água. Harcourt localiza-se a aproximadamente 348 m acima do nível do mar.

## Localidades na vizinhança
O diagrama seguinte representa as localidades num raio de 16 km ao redor de Harcourt.